# Passiflora gracilens
Passiflora gracilens là một loài thực vật có hoa trong họ Lạc tiên. Loài này được (A. Gray) Harms mô tả khoa học đầu tiên năm 1893.